# Glow (ポストプロダクション)
株式会社glow（グロウ）は、ノンリニア編集とコンピュータグラフィックス（CG）を主体としたポストプロダクションである。

## 沿革
- 2006年7月18日 - スウィッシュ・ジャパン編集CG部から分社化に設立。
- 2007年10月 - 株式会社umpdが株式会社glowに社名変更。
- 2009年6月 - 品川区上大崎から港区芝大門に移転。MA室を増設。

## 役員
- 代表取締役：馬場革
- 取締役：小城功夫

## 所属スタッフ

### ノンリニア編集
- 藤井竜也
- 生江正俊
- 井川貴史

### CG
- 林 宏美

## 主な作品
（判例）太字：現在放映中の番組。編：編集のみ、C：CGのみ、☆：編集・MA、無：編集・CG。

### テレビ番組

#### 2006年7月〜2009年12月
レギュラー番組
- NUDE（テレビ大阪、スクラッチ　2003年1月6日〜2007年3月30日、業務開始は2006年7月以降）
- 浜ちゃんと!（読売テレビ、吉本興業、ビーダッシュ　2003年10月4日〜2008年9月25日、業務開始は2006年7月以降）
- ロンブーの怪傑!トリックスター（テレビ東京、吉本興業、ビーダッシュ　2006年4月7日〜2009年4月3日）
- ニッポン縦断おかず発見!ルート88（中京テレビ、吉本興業、ビーダッシュ　2008年4月6日〜2009年3月29日）
- 浜ちゃんが!（読売テレビ、吉本興業、ビーダッシュ　2008年10月2日〜）
- フットンダ（中京テレビ、吉本興業、ビーダッシュ　2009年4月1日〜2014年3月25日）

スペシャル番組
- すくいず! いきなりプレゼント GET OR LOST（テレビ朝日、古舘プロジェクト、ビーダッシュ　2007年6月27日〜7月4日）
- 一攫千金ヤマワケQ! "責任者はお前だ!"（ABC、吉本興業、ビーダッシュ　2007年9月21日〜2008年10月7日）
- お笑いエピソードGP THE芸人伝説!（ABC、吉本興業、ビーダッシュ　2009年4月3日）
- おしろツアーズ 〜お城好き芸能人大集合SP〜（東海テレビ、東海テレビプロダクション、吉本興業、ビーダッシュ　2009年9月14日）
- お笑いエピソードGP THE芸人大図鑑（ABC、吉本興業、ビーダッシュ　2009年10月2日）

#### 2010年代
レギュラー番組
- ミュージャック（関西テレビ、メディアプルポ）
- ニッポン インポッシブル（フジテレビ、ディ・コンプレックス　2010年10月12日〜2011年3月15日）
- 333 トリオさん（テレビ朝日、吉本興業、ビーダッシュ　2010年10月30日〜2015年9月27日）
- Oh!どや顔サミット（ABC、吉本興業、ビーダッシュ　2011年4月15日〜2013年3月1日）
- ジャパーン47ch（毎日放送、吉本興業、ジャパンプロデュース、ビーダッシュ　2011年4月27日〜9月21日）☆
- ジャパーン47chスーパー!（毎日放送、吉本興業、ジャパンプロデュース、ビーダッシュ　2011年10月19日〜12月7日）☆
- 千原★芸能社（関西テレビ、吉本興業、ウインズウイン　2012年1月12日〜3月29日）
- 広告の番組 ヒットの秘密! 世界★オモシロCMグランプリ（テレビ東京、共同テレビ　2012年4月15日〜2014年9月28日）編
- 使える芸能人は誰だ!?プレッシャーバトル!!（毎日放送、吉本興業、ビーダッシュ　2012年10月11日〜2013年6月）
- ヒットの復習（テレビ東京、共同テレビ　2012年11月4日〜12月30日）編
- AKB子兎道場（電通、ロコモーション　2012年12月7日〜2014年3月28日）編
- ヒットの秘密 BIZ（テレビ東京、共同テレビ、ホールマン　2013年1月6日〜3月31日）
- プレバト!!（毎日放送、吉本興業、ビーダッシュ　2013年7月〜）
- ビックラコイタ箱（中京テレビ、吉本興業、ビーダッシュ　2014年4月1日〜2016年9月27日）編
- ペットの王国 ワンだランド（ABC、ビーダッシュ　2014年10月5日〜2017年3月16日）編
- ザ・ラストヒロイン〜ワルキューレの審判〜（東海テレビ、ソニーミュージック、吉本興業、ビーダッシュ　2015年1月〜6月）編
- チェンジ3（テレビ朝日、吉本興業、ビーダッシュ　2015年10月4日〜2017年9月26日）編
- センニュウ★感（テレビ東京　2014年10月6日〜2016年3月27日）
- ほぼほぼ～真夜中のツギクルモノ探し～（テレビ東京、共同テレビ、ベイシス　2016年4月6日〜2017年4月1日）
- 採用!フリップNEWS（中京テレビ、吉本興業、ビーダッシュ　2016年10月4日〜）
- ごるごる（毎日放送、吉本興業、ビーダッシュ　2017年10月6日〜）
- ※注 芸人調べ（テレビ朝日、吉本興業、オフィスクライン　2017年10月6日〜）

スペシャル番組
- ロンブーの怪傑!トリックスター〜芸能人に挑戦状SP!!〜（テレビ東京、吉本興業、ビーダッシュ　2010年4月2日）
- おしろツアーズ 〜絶対行きたくなる!おもしろ名城旅〜（東海テレビ、東海テレビプロダクション、吉本興業、ビーダッシュ　2010年5月16日）
- おしろツアーズ2 〜絶対行きたくなる!おもしろ名城旅〜（東海テレビ、東海テレビプロダクション、吉本興業、ビーダッシュ　2010年12月5日）
- 世界!どや顔サミット（ABC、吉本興業、ビーダッシュ　2010年12月17日）
- タカアンドトシのおねだり牛肉宅配便（中京テレビ、吉本興業、ビーダッシュ　2012年2月5日〜）
- おしろツアーズ3 〜絶対行きたくなる!おもしろ名城旅〜（東海テレビ、東海テレビプロダクション、吉本興業、ビーダッシュ　2011年12月4日）
- 芸人ベストパフォーマンス（毎日放送、吉本興業、ビーダッシュ　2012年3月7日〜）
- 王様のチョイス!〜使える芸能人は誰だ!?〜（毎日放送、吉本興業、ビーダッシュ　2012年8月9日）
- 特別なヒットの秘密!（テレビ東京、共同テレビ　2012年9月9日）
- おしろツアーズ4 〜絶対行きたくなる!おもしろ名城旅〜（東海テレビ、東海テレビプロダクション、吉本興業、ビーダッシュ　2012年12月2日）
- タカトシの上がり目下がり目（TBS　2013年3月25日）編
- 笑える新世代の逆襲 よくできたネタ!テン（TBS、吉本興業、ビーダッシュ　2013年4月1日）編
- 芸能人格付けチェック〜主婦芸能人に品格はあるのか!?スペシャル〜（ABC、吉本興業、ビーダッシュ　2013年10月4日）編
- おしろツアーズ5 〜絶対行きたくなる!おもしろ名城旅〜（東海テレビ、東海テレビプロダクション、吉本興業、ビーダッシュ　2013年12月1日）
- おしろツアーズ 〜絶対行きたくなる!おもしろ名城旅〜（東海テレビ、東海テレビプロダクション、吉本興業、ビーダッシュ　2014年7月22日）
- 芸能人格付けチェック〜大御所芸能人に品格はあるのか!?スペシャル〜（ABC、吉本興業、ビーダッシュ　2014年11月11日）編
- 芸能人格付けチェック〜大御所芸能人に常識はあるのか!?スペシャル〜（ABC、吉本興業、ビーダッシュ　2015年3月31日）編

### ネット動画配信

#### 2010年代
レギュラー番組
- おもてなしグルメ旅（Amazonプライム・ビデオ、吉本興業、YDクリエイション、ビーダッシュ　2016年11月16日〜）編
- 戦闘車（Amazonプライム・ビデオ、吉本興業、YDクリエイション、ビーダッシュ　2017年10月6日〜）編